# Corematura
Corematura is een geslacht van vlinders van de familie spinneruilen (Erebidae), uit de onderfamilie Arctiinae.

## Soorten
- C. abdominalis Walker, 1856
- C. chrysogastra Perty, 1834
- C. postflava Guérin-Meneville, 1834